# Novi Velia

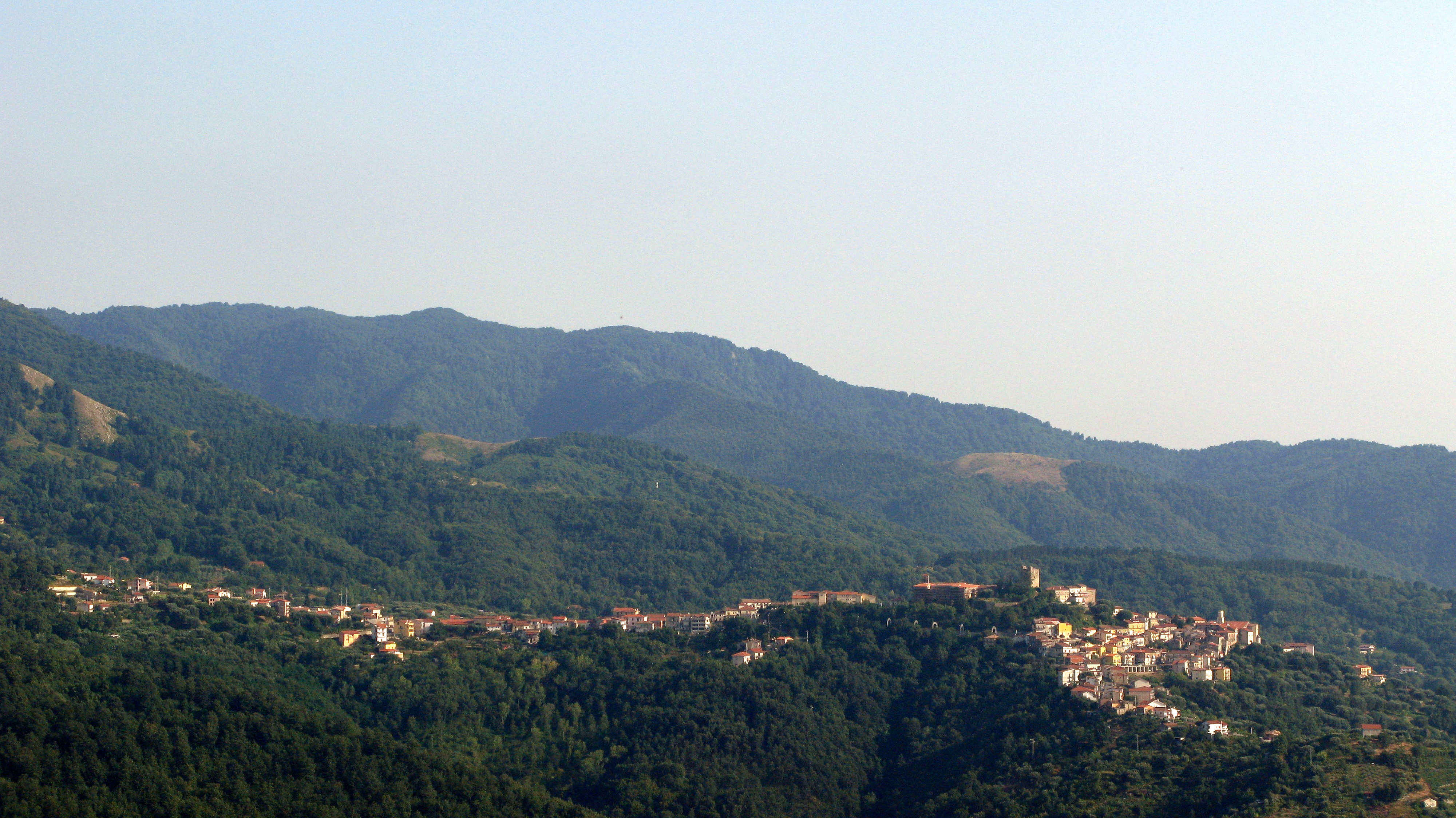
Novi Velia

Novi Velia ist eine italienische Gemeinde mit 2334 Einwohnern (Stand 31. Dezember 2023) in der Provinz Salerno in der Region Kampanien. Der Ort ist Teil des Nationalparks Cilento und Vallo di Diano sowie der Comunità Montana Zona del Gelbison e Cervati.

## Geografie
Die Nachbargemeinden sind Campora, Cannalonga, Ceraso, Cuccaro Vetere, Futani, Laurino, Montano Antilia, Rofrano, Vallo della Lucania. Der Ort liegt am Fuß des 1705 m hohen Monte Gelbison, den man von hier aus über eine Bergstraße erreichen kann.